# جغرافيا الانتخابات
جغرافيا الانتخابات، فرع من فروع الجغرافيا البشرية، يهتم بتحليل الأساليب والسلوك ونتائج الانتخابات في سياق جغرافي وباستخدام مناهج تحليلية جغرافية. أو على وجه التحديد، هو دراسة التفاعل المزدوج بموجب السمات الجغرافية للإقليم المراد دراسته؛ كذلك تأثير القرارات السياسية والتوزيع الجغرافي على نظام ونتائج الانتخابات. والغرض من هذا التحليل هو تحديد وفهم العوامل المسببة لانتخابات سكان الأراضي بأسلوب متكامل.
```
 إذا كانت العلوم بشكل عام يمكن أن تصنف وفق ثلاث مجموعات أساسية بحيث تشمل المجموعة الأولى العلوم الطبيعية، سواء تلك التي تبحث في المادة غير الحية كما هو الحال في الكيمياء والفيزياء، أو تبحث في الكائنات الحية كما هو الحال في علم الأحياء أو النبات. في حين تشمل المجموعة الثانية العلوم الرياضية، والتي تبحث في الكم والخواص المجردة من أعداد وأشكال. أما المجموعة الثالثة فتضم العلوم الاجتماعية والإنسانية، والتي تتمحور حول الإنسان وأحواله كعلم النفس والاجتماع والاقتصاد.
```

```
 فإننا لا يمكن أن نضع الجغرافيا تحت أي مجموعة من المجموعات السابقة، فهي ليست بالعلم الطبيعي الصرف، كما أنها ليست بالعلم الاجتماعي الصرف. وإنما هي جسر يجمع بين العلوم الطبيعية والعلوم الاجتماعية في نسق واحد تتفاعل فيه البيئة الطبيعية مؤثرة في الإنسان ومتأثرة به. بحيث يخرج في النهاية مركب جغرافي متكامل ناتج عن هذا التفاعل بين المكونات الطبيعية والبشرية للبيئة الجغرافية. ومن هنا نجد أن التفسير المتكامل للعديد من الظاهرات البشرية وفق المفهوم المتكامل لعلم الجغرافيا هو أحد الأمور التي يجب العناية بها.
```

```
 وعليه فإن تعريف الجغرافيا بأنها «علم التخصص في عدم التخصص»، هو أحد التعريفات الهامة للجغرافيا والتي تؤكد على الطبيعة التركيبية لعلم الجغرافيا والتي تتداخل فيها أفرع الجغرافيا المختلفة سواء منها الطبيعية أو البشرية. وعليه فإن الجغرافيا تدرس البيئة بكل مكوناتها والتي لا يستطيع أن يفهمها أو أن يدرسها بهذا الشكل باحث آخر في أفرع العلوم الأصولية المختلفة بسبب محدودية رؤيته النابعة من طبيعة تخصصه.
```

```
 ولم تعد الدراسات الجغرافية في الوقت الحاضر دراسات تقليدية نمطية أو كشفية وصفية بل أفرزت الاتجاهات المعاصرة في الجغرافية فروعاً جديدة ترتبط بالواقع البشرى المعاصر كجغرافية الانتخابات "Electoral Geography" وجغرافية الأديان والصراع الدولي والسلام ويمكن القول أن جغرافية الانتخابات كانت من اسهامات المدرسة الجغرافية الفرنسية والتي تطورت لتشمل اهتمام عدد من المختصين في حقل الجغرافية السياسية بهذا الموضوع في الوقت الحاضر وفي مختلف جهات العالم.
```

```
 ولم تعد دراسات الجغرافيا السياسية في الوقت الحاضر أسيرةً لدراسة الدولة كونها وحدة سياسيةً، إلا أنها اتجهت نحو دراسات عديدة ومتعمقة ترتبط بالتحولات الاقتصادية والسياسية العالمية التي طـرأت عـلى الساحة السياسية خلال العقود الأخيرة من القرن العشرين وأوائل القرن الحادي والعشرين. بالإضـافة إلـى انتشار مفاهيم جديدة مثل: العولمة والمقرطة (إشاعة الديمقراطية)، وأيضاً ظهور بعض الدراسات الخاصة بسلوك الأفراد والجماعات تجاه بعض الظواهر مثـل: دراسـة السلـوك الانتخابي للأفراد وتأثره بالظروف الجغرافية (جغرافية الانتخابات) Electoral geography.

 وتعد جغرافية الانتخابات فرع جديد تناولتها الجغرافية السياسية وتعد من المواضيع الحديثة والتي لها تأثير مباشر في الوضع السياسي الداخلي والخارجي للدولة، ومما لا شك فيه أن جغرافية الانتخابات بما تحتويها من دراسات في الأنماط الانتخابية والسلوك الانتخابي، قد أضافت بعدا جديدا للجغرافيا السياسية بشكل خاص وللجغرافيا بشكل عام، فجغرافية الانتخابات هي جزء من الجغرافيا السياسية، وذلك لأنها تهتم بدراسة تباين الأنماط الانتخابية من مكان إلى أخر، وتحديد أسباب هذه الاختلافات، وهذا يعد من صميم اهتمام الجغرافيا كما تستطيع الاستفادة من البيانات والاحصائيات الانتخابية المتاحة في إثراء الجغرافيا بأبحاث ودراسات متميزة على اعتبار أن ظاهرة الانتخابات هي ظاهرة مستمرة ومتغيرة من فترة إلى أخرى، وأن تتبع هذه الظاهرة ومتغيراتها يحقق هذا الإثراء.
 من هذا المنطلق فإن جغرافية الانتخابات هي جوهر الجغرافيا السياسية خاصة وأن الهدف النهائي للجغرافية السياسية هو توضيح المسببات والنتائج المكانية للعمليات السياسية. وفي هذا المجال بالذات – دراسة العمليات المكانية واختلافاتها – تستطيع جغرافية الانتخابات أن تضيف بعدا جديدا للدراسات الجغرافية.
[
2
]
```